# Babar Pur
Babar Pur là một thị trấn thống kê (census town) của quận North East thuộc bang Delhi, Ấn Độ.

## Nhân khẩu
Theo điều tra dân số năm 2001 của Ấn Độ, Babar Pur có dân số 43.364 người. Phái nam chiếm 54% tổng số dân và phái nữ chiếm 46%. Babar Pur có tỷ lệ 66% biết đọc biết viết, cao hơn tỷ lệ trung bình toàn quốc là 59,5%: tỷ lệ cho phái nam là 71%, và tỷ lệ cho phái nữ là 60%. Tại Babar Pur, 16% dân số nhỏ hơn 6 tuổi.